# Poetyka
Poetyka – dziedzina nauki o literaturze, a ściślej teorii literatury, rozpatrująca przede wszystkim sposób istnienia dzieła literackiego jako tworu językowego o swoistym charakterze, określanym przez potrzeby funkcji estetycznej. Przedmiotem zainteresowania poetyki są ogólne reguły organizacji tekstu literackiego.
W zakres poetyki wchodzą:
- genologia – nauka o rodzajach i gatunkach literackich,
- stylistyka – nauka o języku utworów,
- wersyfikacja – nauka o wierszu,
- teoria języka poetyckiego.

Ze względu na sposób ujęcia badanych zjawisk rozróżnia się:
- poetykę opisową (systematyczną),
- poetykę historyczną.

Autorem pierwszej poetyki, rozumianej jako teoria dzieła literackiego, jest Arystoteles. Sztukę poetycką napisał też Horacy.